# Proprietatea lui Darboux
În analiza matematică, o funcție definită pe un interval al mulțimii numerelor reale și cu valori în aceasta are proprietatea lui Darboux atunci când nu poate trece de la o valoare la alta fără a trece prin toate valorile intermediare. O astfel de funcție se mai numește și funcție Darboux. Denumirea reprezintă un omagiu adus matematicianului francez Jean Gaston Darboux, cel care a demonstrat că există funcții cu proprietatea lui Darboux care sunt discontinue. Funcțiile Darboux pot fi chiar discontinue în orice punct.

## Definiție, rezultate fundamentale
O funcție {\displaystyle f:I\rightarrow \mathbb {R} }, unde {\displaystyle I\subseteq \mathbb {R} } este un interval nevid, are proprietatea lui Darboux dacă pentru orice numere {\displaystyle a,\,b\in I}, cu {\displaystyle a\leq b}, și {\displaystyle y\in \left[\min \left\{f(a),f(b)\right\},\max \left\{f(a),f(b)\right\}\right]} există (cel puțin) un număr {\displaystyle x\in [a,b]} astfel încât {\displaystyle f(x)=y}.
Orice funcție continuă, definită pe un interval, are proprietatea lui Darboux. Rezultatul este întâlnit în literatură și sub denumirea de teorema valorii intermediare.
O funcție {\displaystyle f:I\rightarrow \mathbb {R} }, unde {\displaystyle I\subseteq \mathbb {R} } este un interval nevid, are proprietatea lui Darboux dacă și numai dacă transformă orice subinterval {\displaystyle J\subseteq I} într-un interval, {\displaystyle f(J)}.
O funcție are proprietatea lui Darboux dacă și numai dacă transformă orice submulțime conexă a intervalului său de definiție într-o mulțime conexă.  
O funcție {\displaystyle f:I\rightarrow \mathbb {R} }, unde {\displaystyle I\subseteq \mathbb {R} } este un interval nevid, care este bijectivă și are proprietatea lui Darboux este strict monotonă.
Dacă o funcție Darboux este discontinuă, atunci discontinuitățile sale sunt de speța a doua. Un exemplu de funcție Darboux discontinuă este dat de {\displaystyle f:\mathbb {R} \rightarrow \mathbb {R} }, cu formula {\displaystyle f(x)=\left\{{\begin{array}{ll}\sin {\frac {1}{x}},&x\neq 0,\\0,&x=0,\end{array}}\right.} unde {\displaystyle x\in \mathbb {R} }.
Derivata {\displaystyle f^{\prime }} a unei funcții derivabile {\displaystyle f:I\rightarrow \mathbb {R} }, unde {\displaystyle I\subseteq \mathbb {R} } este un interval nevid, are proprietatea lui Darboux. Rezultatul este întâlnit în literatură și sub denumirea de teorema lui Darboux. 
Dacă o funcție admite primitive, atunci ea este funcție Darboux.